# Ciclismo ai Giochi della XXVII Olimpiade - Cross country femminile
La gara di Cross country femminile dei Giochi della XXVII Olimpiade si è disputata il 23 settembre su un percorso di 35,7 km al Fairfield City Farm a Abbotsbury, vicino a Sydney in Australia. 
La competizione ha visto la partecipazione di 30 cicliste provenienti da 15 nazioni.
La medaglia d'oro fu vinta dall'italiana Paola Pezzo, mentre l'argento e il bronzo sono andati rispettivamente alla svizzera Barbara Blatter e alla spagnola Margarita Fullana.

## Ordine d'arrivo
| Pos     | Atleta                 | Nazione       | Tempo    |
| ------- | ---------------------- | ------------- | -------- |
| Oro     | Paola Pezzo            | Italia        | 1h49'24" |
| Argento | Barbara Blatter        | Svizzera      | a 27"    |
| Bronzo  | Margarita Fullana      | Spagna        | a 35"    |
| 4       | Alla Yepifanova        | Russia        | a 1'21"  |
| 5       | Alison Sydor           | Canada        | a 2'55"  |
| 6       | Mary Grigson           | Australia     | a 3'58"  |
| 7       | Alison Dunlap          | Stati Uniti   | a 4'28"  |
| 8       | Chrissy Redden         | Canada        | a 4'42"  |
| 9       | Sabine Spitz           | Germania      | a 5'22"  |
| 10      | Ruthie Matthes         | Stati Uniti   | a 5'51"  |
| 11      | Chantal Daucourt       | Svizzera      | a 7'25"  |
| 12      | Caroline Alexander     | Gran Bretagna | a 7'26"  |
| 13      | Hedda zu Putlitz       | Germania      | a 8'55"  |
| 14      | Silvia Rovira          | Spagna        | a 9'35"  |
| 15      | Louise Robinson        | Gran Bretagna | a 9'58"  |
| 16      | Ann Trombley           | Stati Uniti   | a 10'18" |
| 17      | Corine Dorland         | Paesi Bassi   | a 10'34" |
| 18      | Laurence Leboucher     | Francia       | a 11'14" |
| 19      | Lesley Tomlinson       | Canada        | a 11'19" |
| 20      | Jimena Florit          | Argentina     | a 11'24" |
| 21      | Anna Baylis            | Australia     | a 11'29" |
| 22      | Ragnhild Kostøl        | Norvegia      | a 12'26" |
| 23      | Sophie Villeneuve      | Francia       | a 13'07" |
| 24      | Flor Marina Delgadillo | Colombia      | a 13'52" |
| 25      | Erica Lynn Green       | Sudafrica     | a 14'08" |
| 26      | Hiroko Nambu           | Giappone      | a 16'49" |
| 27      | Alexandra Yeung        | Hong Kong     | a 22'05" |
| 28      | Ma Yanping             | Cina          | a 1 giro |
| 29      | Tarja Owens            | Irlanda       | a 1 giro |
| -       | Susy Pryde             | Nuova Zelanda | DNF      |